# Badminton-Europameisterschaft 1998
Die 16. Badminton-Europameisterschaften fanden im Wintersportpalast in Sofia, Bulgarien, zwischen dem 18. und 25. April 1998 statt. Sie wurden von der European Badminton Union und dem bulgarischen Badmintonverband ausgerichtet.

## Medaillengewinner
| Disziplin    | Gold                        | Silber                            | Bronze                                |
| ------------ | --------------------------- | --------------------------------- | ------------------------------------- |
| Herreneinzel | Peter Gade                  | Kenneth Jonassen                  | Peter Rasmussen                       |
| Herreneinzel | Peter Gade                  | Kenneth Jonassen                  | Poul-Erik Høyer Larsen                |
| Dameneinzel  | Camilla Martin              | Kelly Morgan                      | Mette Sørensen                        |
| Dameneinzel  | Camilla Martin              | Kelly Morgan                      | Mette Pedersen                        |
| Herrendoppel | Chris Hunt Simon Archer     | Pär-Gunnar Jönsson Peter Axelsson | Jon Holst-Christensen Michael Søgaard |
| Herrendoppel | Chris Hunt Simon Archer     | Pär-Gunnar Jönsson Peter Axelsson | Nathan Robertson Julian Robertson     |
| Damendoppel  | Rikke Olsen Marlene Thomsen | Majken Vange Ann Jørgensen        | Joanne Goode Donna Kellogg            |
| Damendoppel  | Rikke Olsen Marlene Thomsen | Majken Vange Ann Jørgensen        | Erica van den Heuvel Monique Hoogland |
| Mixed        | Michael Søgaard Rikke Olsen | Michael Keck Erica van den Heuvel | Simon Archer Joanne Goode             |
| Mixed        | Michael Søgaard Rikke Olsen | Michael Keck Erica van den Heuvel | Jon Holst-Christensen Ann Jørgensen   |
| Teams        | Dänemark                    | England                           | Schweden                              |

## Herreneinzel
- Peter Gade –  Vladislav Druzchenko: 15-12 / 17-15
- Michał Łogosz –  Donal O’Halloran: 15-9 / 15-6
- Thomas Wapp –  Jan Vondra: 8-15 / 15-5 / 15-8
- Victor Maljutin –  Andrej Pohar: 15-12 / 17-15
- Daniel Eriksson –  Gerben Bruijstens: 15-13 / 15-2
- Pontus Jäntti –  Jean-Frédéric Massias: 15-1 / 15-9
- Konstantin Dobrev –  Florin Posteucă: 15-9 / 15-11
- Peter Rasmussen –  Maxim Carpenco: 15-1 / 15-1
- Craig Robertson –  Dmitry Miznikov: 9-15 / 15-13 / 15-11
- Dicky Palyama –  Georgiy Izotov: 15-5 / 15-6
- Fernando Silva –  Paweł Kaczyński: 15-3 / 15-2
- Henrik Bengtsson –  Marek Bujak: 15-2 / 9-15 / 15-5
- Mark Constable –  Nabil Lasmari: 15-7 / 15-2
- Boris Kessov –  Mert Aydoğmuş: 15-4 / 15-3
- John Leung –  Minas Votsis: 15-4 / 15-1
- Ilkka Nyqvist –  Arsen Khachatryan: 15-4 / 15-12
- Colin Haughton –  Bertrand Gallet: 18-17 / 15-5
- Jürgen Koch –  Jim Mailer: 15-2 / 15-11
- Kenneth Jonassen –  Eduards Loze: 15-3 / 15-8
- Vadim Itckov –  Michail Mizin: 15-6 / 15-8
- Thomas Johansson –  Vyatcheslav Roudnitski: 15-17 / 15-8 / 15-2
- Mihail Popov –  Attila Kovacs: 15-7 / 15-6
- Jeroen van Dijk –  Morten Bundgaard: 16-17 / 15-7 / 15-8
- Geraint Lewis –  Heiki Sorge: 15-7 / 15-7
- Oliver Pongratz –  Hans Sperre: 15-3 / 15-9
- Antti Viitikko –  Sergej Leonovic: 15-4 / 15-1
- Rikard Magnusson –  Ricardo Fernandes: 15-10 / 15-7
- Ruud Kuijten –  Arturo Ruiz: 15-9 / 15-12
- Jacek Niedźwiedzki –  Konstantin Tatranov: 15-10 / 11-15 / 15-7
- Robert Nock –  Leslie Dewart: 15-1 / 15-10
- Poul-Erik Høyer Larsen –  Evgenij Isakov: 15-4 / 15-6
- Chris Davies –  Darren Hall: w.o.
- Peter Gade –  Michał Łogosz: 15-6 / 15-7
- Thomas Wapp –  Victor Maljutin: 16-17 / 17-15 / 18-17
- Daniel Eriksson –  Chris Davies: 15-6 / 15-2
- Pontus Jäntti –  Konstantin Dobrev: 15-1 / 15-10
- Peter Rasmussen –  Craig Robertson: 15-6 / 15-3
- Dicky Palyama –  Fernando Silva: 15-6 / 15-10
- Mark Constable –  Henrik Bengtsson: 15-2 / 15-11
- Boris Kessov –  John Leung: 15-13 / 13-15 / 15-3
- Colin Haughton –  Ilkka Nyqvist: 10-15 / 15-10 / 15-13
- Kenneth Jonassen –  Jürgen Koch: 15-6 / 15-8
- Thomas Johansson –  Vadim Itckov: 15-8 / 15-8
- Jeroen van Dijk –  Mihail Popov: 15-7 / 15-4
- Oliver Pongratz –  Geraint Lewis: 15-5 / 15-2
- Rikard Magnusson –  Antti Viitikko: 15-4 / 15-8
- Ruud Kuijten –  Jacek Niedźwiedzki: 7-15 / 15-12 / 18-13
- Poul-Erik Høyer Larsen –  Robert Nock: 15-11 / 15-8
- Peter Gade –  Thomas Wapp: 15-8 / 15-5
- Daniel Eriksson –  Pontus Jäntti: 15-7 / 15-5
- Peter Rasmussen –  Dicky Palyama: 15-8 / 15-8
- Mark Constable –  Boris Kessov: 15-11 / 18-17
- Kenneth Jonassen –  Colin Haughton: 15-12 / 15-1
- Thomas Johansson –  Jeroen van Dijk: 15-10 / 12-15 / 15-10
- Oliver Pongratz –  Rikard Magnusson: 4-15 / 15-5 / 15-6
- Poul-Erik Høyer Larsen –  Ruud Kuijten: 15-6 / 15-10
- Peter Gade –  Daniel Eriksson: 15-7 / 15-4
- Peter Rasmussen –  Mark Constable: 3-15 / 15-9 / 15-1
- Kenneth Jonassen –  Thomas Johansson: 5-15 / 15-11 / 15-5
- Poul-Erik Høyer Larsen –  Oliver Pongratz: 15-6 / 15-9
- Kenneth Jonassen –  Poul-Erik Høyer Larsen: 15-6 / 15-6
- Peter Gade –  Peter Rasmussen: w.o.
- Peter Gade –  Kenneth Jonassen: 15-8 / 15-4

## Dameneinzel
- Camilla Martin –  Filipa Lamy: 11-1 / 11-3
- Markéta Koudelková –  Fiona Sneddon: 11-8 / 11-9
- Elena Sukhareva –  Elena Nozdran: 11-1 / 11-3
- Lonneke Janssen –  Vlada Chernyavskaya: 8-11 / 5-0 ret.
- Margit Borg –  Ruzanna Hakobyan: 11-2 / 11-0
- Sonya McGinn –  Mateja Slatnar: 11-2 / 11-6
- Tracey Hallam –  Katja Michalowsky: 10-12 / 11-8 / 11-9
- Kairi Saks –  Katie Howell: 11-4 / 11-6
- Judith Meulendijks –  Daniela Timofte: 11-0 / 11-0
- Neli Boteva –  Elif Aktas: 11-0 / 11-0
- Rebecca Pantaney –  Natalia Golovkina: 11-8 / 11-1
- Anu Nieminen –  Gail Osborne: 11-4 / 11-0
- Mette Sørensen –  Heidi Dössing: 11-8 / 12-10
- Sandra Dimbour –  Joanna Szleszyńska: 11-7 / 9-12 / 11-7
- Anne Gibson –  Dolores Marco: 11-2 / 11-3
- Sissel Linderoth –  Judith Baumeyer: 11-2 / 11-4
- Maria Kizil –  Anna Khomenko: 11-6 / 11-8
- Katarzyna Krasowska –  Maja Pohar: 11-2 / 11-4
- Johanna Holgersson –  Helena Berimbau: 11-6 / 11-1
- Anne Søndergaard –  Victoria Kosheleva: 11-2 / 11-8
- Victoria Wright –  Gillian Martin: 11-8 / 11-1
- Claire Henderson –  Marina Buruian: 11-3 / 11-2
- Kelly Morgan –  Tracy Hutchinson: 11-6 / 11-6
- Tatiana Vattier –  Kristīne Šefere: 11-3 / 11-1
- Julia Mann –  Nicole Grether: 11-0 / 11-8
- Diana Knekna –  Neringa Karosaitė: 3-11 / 11-2 / 11-3
- Brenda Beenhakker –  Natalja Esipenko: 11-8 / 11-5
- Irina Yakusheva –  Kirsteen McEwan: 11-3 / 11-0
- Karolina Ericsson –  Melinda Keszthelyi: 11-0 / 11-1
- Dorota Grzejdak –  Dobrinka Smilianova: 11-1 / 11-3
- Mette Pedersen –  Tina Riedl: 11-3 / 11-1
- Ella Diehl –  Santi Wibowo: w.o.
- Camilla Martin –  Markéta Koudelková: 11-2 / 11-3
- Elena Sukhareva –  Lonneke Janssen: 11-2 / 11-1
- Margit Borg –  Sonya McGinn: 11-3 / 11-3
- Tracey Hallam –  Kairi Saks: 11-2 / 11-1
- Judith Meulendijks –  Neli Boteva: 11-1 / 11-0
- Anu Nieminen –  Rebecca Pantaney: 11-6 / 11-4
- Mette Sørensen –  Sandra Dimbour: 11-3 / 11-8
- Anne Gibson –  Sissel Linderoth: 11-3 / 11-3
- Katarzyna Krasowska –  Maria Kizil: 11-7 / 11-5
- Anne Søndergaard –  Johanna Holgersson: 11-1 / 11-6
- Ella Diehl –  Victoria Wright: 11-6 / 11-2
- Kelly Morgan –  Claire Henderson: 11-1 / 11-0
- Julia Mann –  Tatiana Vattier: 11-6 / 11-3
- Brenda Beenhakker –  Diana Knekna: 11-0 / 11-1
- Karolina Ericsson –  Irina Yakusheva: 7-11 / 11-3 / 11-0
- Mette Pedersen –  Dorota Grzejdak: 11-0 / 11-3
- Camilla Martin –  Elena Sukhareva: 11-2 / 11-3
- Margit Borg –  Tracey Hallam: 11-3 / 11-7
- Judith Meulendijks –  Anu Nieminen: 11-3 / 11-3
- Mette Sørensen –  Anne Gibson: 11-1 / 11-2
- Katarzyna Krasowska –  Anne Søndergaard: 11-4 / 9-12 / 11-6
- Kelly Morgan –  Ella Diehl: 11-4 / 11-5
- Brenda Beenhakker –  Julia Mann: 12-10 / 12-10
- Mette Pedersen –  Karolina Ericsson: 1-11 / 11-9 / 11-8
- Camilla Martin –  Margit Borg: 11-2 / 11-0
- Mette Sørensen –  Judith Meulendijks: 11-4 / 11-3
- Kelly Morgan –  Katarzyna Krasowska: 11-5 / 11-4
- Mette Pedersen –  Brenda Beenhakker: 11-4 / 11-2
- Camilla Martin –  Mette Sørensen: 11-7 / 12-11
- Kelly Morgan –  Mette Pedersen: 12-9 / 11-8
- Camilla Martin –  Kelly Morgan: 11-2 / 11-4

## Herrendoppel
- Alastair Gatt /  Craig Robertson –  Valeriy Strelcov /  Konstantin Tatranov: 15-13 / 15-8
- Ville Kinnunen /  Ilkka Nyqvist –  Patrick Boonen /  David Vandewinkel: 15-8 / 15-6
- José Antonio Crespo /  Sergio Llopis –  Mert Aydoğmuş /  Zafer Sahin: 15-2 / 15-0
- Marcin Burzynski /  Damian Pławecki –  Sydney Lengagne /  David Toupé: 15-11 / 15-11
- Henrik Andersson /  Fredrik Bergström –  Maxim Carpenco /  Egor Ursatii: 15-2 / 15-3
- Harald Koch /  Jürgen Koch –  Norbert van Barneveld /  Jurgen van Leeuwen: 17-14 / 10-15
- Russell Hogg /  Kenny Middlemiss –  John Leung /  Richard Vaughan: 11-15 / 15-5 / 15-7
- Michail Mizin /  Dmitry Miznikov –  Sergej Leonovic /  Heiki Sorge: 15-4 / 15-13
- Sergey Melnikov /  Nikolai Sujew –  Boris Kessov /  Ivan Sotirov: 15-7 / 15-2
- Morten Bundgaard /  Rémy Matthey de l’Etang –  Mārtiņš Kažemaks /  Eduards Loze: 15-1 / 15-3
- Jon Holst-Christensen /  Michael Søgaard –  Donal O’Halloran /  Michael O’Meara: 15-1 / 18-14
- Alastair Gatt /  Craig Robertson –  Jan Fröhlich /  Jan Vondra: 15-3 / 15-4
- Michael Keck /  Christian Mohr –  Vyatcheslav Roudnitski /  Vitaliy Shmakov: 8-15 / 15-9 / 15-8
- Ville Kinnunen /  Ilkka Nyqvist –  Arsen Khachatryan /  Hayk Misakyan: 15-1 / 15-4
- Simon Archer /  Chris Hunt –  Vadim Itckov /  Nikolaj Nikolaenko: 15-8 / 15-3
- José Antonio Crespo /  Sergio Llopis –  Chris Davies /  Matthew Hughes: 11-15 / 15-13 / 15-8
- Dennis Lens /  Quinten van Dalm –  Mihail Popov /  Svetoslav Stoyanov: 16-17 / 15-7 / 18-15
- Henrik Andersson /  Fredrik Bergström –  Marcin Burzynski /  Damian Pławecki: 15-7 / 18-14
- Harald Koch /  Jürgen Koch –  Russell Hogg /  Kenny Middlemiss: 15-7 / 9-15 / 18-17
- Julian Robertson /  Nathan Robertson –  Paweł Kaczyński /  Michał Łogosz: 15-4 / 15-5
- Jim Laugesen /  Thomas Stavngaard –  Pascal Bircher /  Arturo Ruiz: 15-10 / 15-12
- Sergey Melnikov /  Nikolai Sujew –  Zsolt Kocsis /  Attila Nagy: 15-3 / 15-3
- Michael Helber /  Björn Siegemund –  Simon Hawlina /  Andrej Pohar: 15-3 / 15-2
- Morten Bundgaard /  Rémy Matthey de l’Etang –  Daniel Cojocaru /  Florin Posteucă: 15-1 / 15-5
- Peter Axelsson /  Pär-Gunnar Jönsson –  Hugo Rodrigues /  Fernando Silva: 15-5 / 15-7
- Michail Mizin /  Dmitry Miznikov –  Manuel Dubrulle /  Vincent Laigle: w.o.
- Jon Holst-Christensen /  Michael Søgaard –  Alastair Gatt /  Craig Robertson: 15-0 / 15-4
- Michael Keck /  Christian Mohr –  Ville Kinnunen /  Ilkka Nyqvist: 15-4 / 15-11
- Simon Archer /  Chris Hunt –  José Antonio Crespo /  Sergio Llopis: 15-1 / 15-5
- Dennis Lens /  Quinten van Dalm –  Henrik Andersson /  Fredrik Bergström: 7-15 / 15-12 / 15-1
- Julian Robertson /  Nathan Robertson –  Harald Koch /  Jürgen Koch: 15-4 / 15-3
- Jim Laugesen /  Thomas Stavngaard –  Michail Mizin /  Dmitry Miznikov: 15-4 / 15-6
- Sergey Melnikov /  Nikolai Sujew –  Michael Helber /  Björn Siegemund: 13-15 / 15-9 / 15-12
- Peter Axelsson /  Pär-Gunnar Jönsson –  Morten Bundgaard /  Rémy Matthey de l’Etang: 15-4 / 15-11
- Jon Holst-Christensen /  Michael Søgaard –  Michael Keck /  Christian Mohr: 15-7 / 15-6
- Simon Archer /  Chris Hunt –  Dennis Lens /  Quinten van Dalm: 15-5 / 15-3
- Julian Robertson /  Nathan Robertson –  Jim Laugesen /  Thomas Stavngaard: 18-17 / 12-15 / 15-7
- Peter Axelsson /  Pär-Gunnar Jönsson –  Sergey Melnikov /  Nikolai Sujew: 15-5 / 15-3
- Simon Archer /  Chris Hunt –  Jon Holst-Christensen /  Michael Søgaard: 15-8 / 15-8
- Peter Axelsson /  Pär-Gunnar Jönsson –  Julian Robertson /  Nathan Robertson: 10-15 / 15-10 / 15-10
- Simon Archer /  Chris Hunt –  Peter Axelsson /  Pär-Gunnar Jönsson: 15-3 / 15-3

## Damendoppel
- Christelle Szynal /  Tatiana Vattier –  Kamila Augustyn /  Dorota Grzejdak: 15-12 / 15-11
- Nicol Pitro /  Anika Sietz –  Filiz Civril /  Aysegul Yapici: 15-0 / 15-0
- Catrine Bengtsson /  Margit Borg –  Elinor Middlemiss /  Sandra Watt: 15-1 / 15-2
- Judith Baumeyer /  Santi Wibowo –  Darja Kranjc /  Mateja Slatnar: 15-7 / 17-18 / 15-10
- Ella Tripp /  Sara Sankey –  Maria Kizil /  Nadieżda Zięba: 15-7 / 15-8
- Markéta Koudelková /  Regina Rašková –  Victoria Wright /  Diana Tzvetkova: 15-8 / 15-7
- Nadezhda Chervyakova /  Natalia Peshekhonova –  Andrea Dakó /  Melinda Keszthelyi: 15-11 / 15-2
- Ana Ferreira /  Filipa Lamy –  Tatiana Gerassimovitch /  Vlada Chernyavskaya: w.o.
- Neringa Karosaitė /  Kristīne Šefere –  Manon Albinus /  Mallory Gosset: w.o.
- Rikke Olsen /  Marlene Thomsen –  Elaine Kiely /  Sonya McGinn: 15-0 / 15-1
- Helena Berimbau /  Tina Riedl –  Christelle Szynal /  Tatiana Vattier: 2-15 / 15-9 / 15-8
- Neli Boteva /  Diana Koleva –  Marina Buruian /  Nadejda Litvinenco: 15-1 / 15-0
- Nicol Pitro /  Anika Sietz –  Katie Howell /  Gail Osborne: 15-10 / 15-6
- Joanne Goode /  Donna Kellogg –  Natalja Esipenko /  Natalia Golovkina: 15-5 / 15-2
- Sissel Linderoth /  Camilla Wright –  Ana Ferreira /  Filipa Lamy: 10-15 / 15-12 / 15-10
- Ella Diehl /  Marina Yakusheva –  Lotte Jonathans /  Nicole van Hooren: 17-14 / 15-10
- Catrine Bengtsson /  Margit Borg –  Natasha Groves-Burke /  Anu Nieminen: 15-10 / 15-1
- Judith Baumeyer /  Santi Wibowo –  Neringa Karosaitė /  Kristīne Šefere: 15-12 / 15-4
- Viktoria Evtushenko /  Elena Nozdran –  Claire Henderson /  Jayne Plunkett: 15-3 / 15-7
- Ella Tripp /  Sara Sankey –  Sandra Dimbour /  Nicole Grether: 15-4 / 15-1
- Monique Hoogland /  Erica van den Heuvel –  Eve Jugandi /  Kairi Saks: 15-0 / 15-2
- Markéta Koudelková /  Regina Rašková –  Elena Dumitriu /  Daniela Timofte: 15-7 / 15-1
- Karen Neumann /  Kerstin Ubben –  Johanna Holgersson /  Jenny Karlsson: 18-14 / 15-2
- Nadezhda Chervyakova /  Natalia Peshekhonova –  Jillian Haldane /  Kirsteen McEwan: 15-10 / 9-15 / 15-8
- Ann Jørgensen /  Majken Vange –  Katarzyna Krasowska /  Joanna Szleszyńska: 15-4 / 15-6
- Rikke Olsen /  Marlene Thomsen –  Helena Berimbau /  Tina Riedl: 15-0 / 15-5
- Nicol Pitro /  Anika Sietz –  Neli Boteva /  Diana Koleva: 15-11 / 15-11
- Joanne Goode /  Donna Kellogg –  Sissel Linderoth /  Camilla Wright: 15-4 / 15-2
- Ella Diehl /  Marina Yakusheva –  Catrine Bengtsson /  Margit Borg: 6-15 / 15-7 / 15-5
- Viktoria Evtushenko /  Elena Nozdran –  Judith Baumeyer /  Santi Wibowo: 15-9 / 15-9
- Monique Hoogland /  Erica van den Heuvel –  Ella Tripp /  Sara Sankey: 15-4 / 15-2
- Karen Neumann /  Kerstin Ubben –  Markéta Koudelková /  Regina Rašková: 15-8 / 15-5
- Ann Jørgensen /  Majken Vange –  Nadezhda Chervyakova /  Natalia Peshekhonova: 15-6 / 15-6
- Rikke Olsen /  Marlene Thomsen –  Nicol Pitro /  Anika Sietz: 15-11 / 15-3
- Joanne Goode /  Donna Kellogg –  Ella Diehl /  Marina Yakusheva: 15-12 / 15-6
- Monique Hoogland /  Erica van den Heuvel –  Viktoria Evtushenko /  Elena Nozdran: 15-6 / 15-4
- Ann Jørgensen /  Majken Vange –  Karen Neumann /  Kerstin Ubben: 15-8 / 15-11
- Rikke Olsen /  Marlene Thomsen –  Joanne Goode /  Donna Kellogg: 15-5 / 15-10
- Ann Jørgensen /  Majken Vange –  Monique Hoogland /  Erica van den Heuvel: 15-8 / 15-11
- Rikke Olsen /  Marlene Thomsen –  Ann Jørgensen /  Majken Vange: 15-2 / 15-10

## Mixed
- Henrik Andersson /  Jenny Karlsson –  Sydney Lengagne /  Tatiana Vattier: 15-3 / 15-7
- Vadim Itckov /  Elena Sukhareva –  José Antonio Crespo /  Dolores Marco: 15-4 / 15-2
- Stephan Kuhl /  Nicol Pitro –  Vincent Laigle /  Camilla Wright: 15-9 / 17-18 / 10-8
- Valeriy Strelcov /  Natalia Golovkina –  Svetoslav Stoyanov /  Rayna Tzvetkova: 15-2 / 15-7
- Vitaliy Shmakov /  Tatiana Gerassimovitch –  Alastair Gatt /  Kirsteen McEwan: 17-16 / 15-3
- Julian Robertson /  Lorraine Cole –  Graham Henderson /  Jayne Plunkett: 15-11 / 15-13
- Vladislav Druzchenko /  Viktoria Evtushenko –  Jan Fröhlich /  Regina Rašková: 15-5 / 15-4
- Andrej Pohar /  Maja Pohar –  Hugo Rodrigues /  Ana Ferreira: 15-9 / 15-10
- Kenny Middlemiss /  Elinor Middlemiss –  Damian Pławecki /  Kamila Augustyn: 15-3 / 15-8
- Christian Mohr /  Kerstin Ubben –  Nikolaj Nikolaenko /  Natalia Peshekhonova: 18-15 / 15-8
- Ruud Kuijten /  Manon Albinus –  Hayk Misakyan /  Ruzanna Hakobyan: 15-1 / 15-0
- Geraint Lewis /  Natasha Groves-Burke –  Elena Dumitriu /  Glenda Savadra: 15-3 / 15-12
- Manuel Dubrulle /  Christelle Szynal –  Evandros Votsis /  Diana Knekna: 15-5 / 15-6
- Nikolai Sujew /  Marina Yakusheva –  Attila Nagy /  Melinda Keszthelyi: 15-6 / 15-2
- Michail Mizin /  Anna Khomenko –  Jim Mailer /  Fiona Sneddon: 18-15 / 18-15
- Norbert van Barneveld /  Lotte Jonathans –  Sergej Leonovic /  Neringa Karosaitė: 15-3 / 15-1
- Heiki Sorge /  Eve Jugandi –  Elif Aktas /  Ahmed Dalgic: 15-9 / 15-6
- Konstantin Dobrev /  Dimitrika Dimitrova –  Maxim Carpenco /  Nadejda Litvinenco: 15-1 / 15-9
- Marcin Burzynski /  Dorota Grzejdak –  Donal O’Halloran /  Elaine Kiely: 15-13 / 15-8
- Andrei Malioutin /  Nadieżda Zięba –  Simon Hawlina /  Darja Kranjc: 15-8 / 15-5
- Nathan Robertson /  Joanne Davies –  Andrew Groves-Burke /  Katie Howell: 15-3 / 15-4
- Harald Koch /  Tina Riedl –  Ricardo Fernandes /  Filipa Lamy: 15-8 / 15-3
- Russell Hogg /  Jillian Haldane –  Sergey Melnikov /  Irina Yakusheva: 2-15 / 17-14 / 18-13
- Ivan Sotirov /  Dobrinka Smilianova –  Mārtiņš Kažemaks /  Kristīne Šefere: 15-1 / 15-3
- Michael Søgaard /  Rikke Olsen –  Henrik Andersson /  Jenny Karlsson: 15-12 / 15-8
- Stephan Kuhl /  Nicol Pitro –  Vadim Itckov /  Elena Sukhareva: 18-15 / 15-11
- Quinten van Dalm /  Nicole van Hooren –  Valeriy Strelcov /  Natalia Golovkina: 17-16 / 15-0
- Julian Robertson /  Lorraine Cole –  Vitaliy Shmakov /  Tatiana Gerassimovitch: 18-14 / 14-18 / 17-14
- Jon Holst-Christensen /  Ann Jørgensen –  Vladislav Druzchenko /  Viktoria Evtushenko: 15-5 / 15-3
- Andrej Pohar /  Maja Pohar –  Kenny Middlemiss /  Elinor Middlemiss: 9-15 / 15-10 / 15-6
- Chris Hunt /  Donna Kellogg –  Christian Mohr /  Kerstin Ubben: 15-9 / 15-12
- Ruud Kuijten /  Manon Albinus –  Geraint Lewis /  Natasha Groves-Burke: 15-5 / 15-3
- Nikolai Sujew /  Marina Yakusheva –  Manuel Dubrulle /  Christelle Szynal: 15-6 / 15-7
- Björn Siegemund /  Karen Neumann –  Michail Mizin /  Anna Khomenko: 15-0 / 15-2
- Norbert van Barneveld /  Lotte Jonathans –  Heiki Sorge /  Eve Jugandi: 15-5 / 15-4
- Simon Archer /  Joanne Goode –  Konstantin Dobrev /  Dimitrika Dimitrova: 15-0 / 15-3
- Andrei Malioutin /  Nadieżda Zięba –  Marcin Burzynski /  Dorota Grzejdak: 18-15 / 15-10
- Michael Keck /  Erica van den Heuvel –  Nathan Robertson /  Joanne Davies: 15-6 / 9-15 / 17-15
- Russell Hogg /  Jillian Haldane –  Harald Koch /  Tina Riedl: 15-2 / 15-9
- Jens Eriksen /  Marlene Thomsen –  Ivan Sotirov /  Dobrinka Smilianova: 15-6 / 15-4
- Michael Søgaard /  Rikke Olsen –  Stephan Kuhl /  Nicol Pitro: 15-4 / 15-0
- Quinten van Dalm /  Nicole van Hooren –  Julian Robertson /  Lorraine Cole: 13-5 / 15-8 / 15-12
- Jon Holst-Christensen /  Ann Jørgensen –  Andrej Pohar /  Maja Pohar: 15-9 / 15-4
- Chris Hunt /  Donna Kellogg –  Ruud Kuijten /  Manon Albinus: 15-5 / 15-10
- Nikolai Sujew /  Marina Yakusheva –  Björn Siegemund /  Karen Neumann: 11-15 / 15-10 / 15-7
- Simon Archer /  Joanne Goode –  Norbert van Barneveld /  Lotte Jonathans: 15-10 / 15-13
- Michael Keck /  Erica van den Heuvel –  Andrei Malioutin /  Nadieżda Zięba: 15-6 / 15-4
- Jens Eriksen /  Marlene Thomsen –  Russell Hogg /  Jillian Haldane: w.o.
- Michael Søgaard /  Rikke Olsen –  Quinten van Dalm /  Nicole van Hooren: 15-9 / 15-9
- Jon Holst-Christensen /  Ann Jørgensen –  Chris Hunt /  Donna Kellogg: 15-9 / 15-18 / 15-11
- Simon Archer /  Joanne Goode –  Nikolai Sujew /  Marina Yakusheva: 15-8 / 15-10
- Michael Keck /  Erica van den Heuvel –  Jens Eriksen /  Marlene Thomsen: 15-7 / 15-4
- Michael Søgaard /  Rikke Olsen –  Jon Holst-Christensen /  Ann Jørgensen: 15-6 / 15-12
- Michael Keck /  Erica van den Heuvel –  Simon Archer /  Joanne Goode: 8-15 / 15-11 / 15-8
- Michael Søgaard /  Rikke Olsen –  Michael Keck /  Erica van den Heuvel: 15-7 / 6-15 / 15-11

## Mannschaften

### Endstand
- 1.  Dänemark
- 2.  England
- 3.  Schweden
- 4.  Niederlande
- 5.  Deutschland
- 6.  Ukraine
- 7.  Russland
- 8.  Schottland
- 9.  Bulgarien
- 10.  Finnland
- 11.  Schweiz
- 12.  Frankreich
- 13.  Wales
- 14.  Polen
- 15.  Portugal
- 16.  Irland

## Medaillenspiegel
| Pos. | Land        | Gold | Silber | Bronze | Total |
| ---- | ----------- | ---- | ------ | ------ | ----- |
| 1    | Dänemark    | 5    | 2      | 6      | 13    |
| 2    | England     | 1    | 1      | 3      | 5     |
| 3    | Schweden    | 0    | 1      | 1      | 2     |
| 4    | Wales       | 0    | 1      | 0      | 1     |
| 5    | Niederlande | 0    | 0,5    | 1      | 1,5   |
| 6    | Deutschland | 0    | 0,5    | 0      | 0,5   |